# Grangärde församling

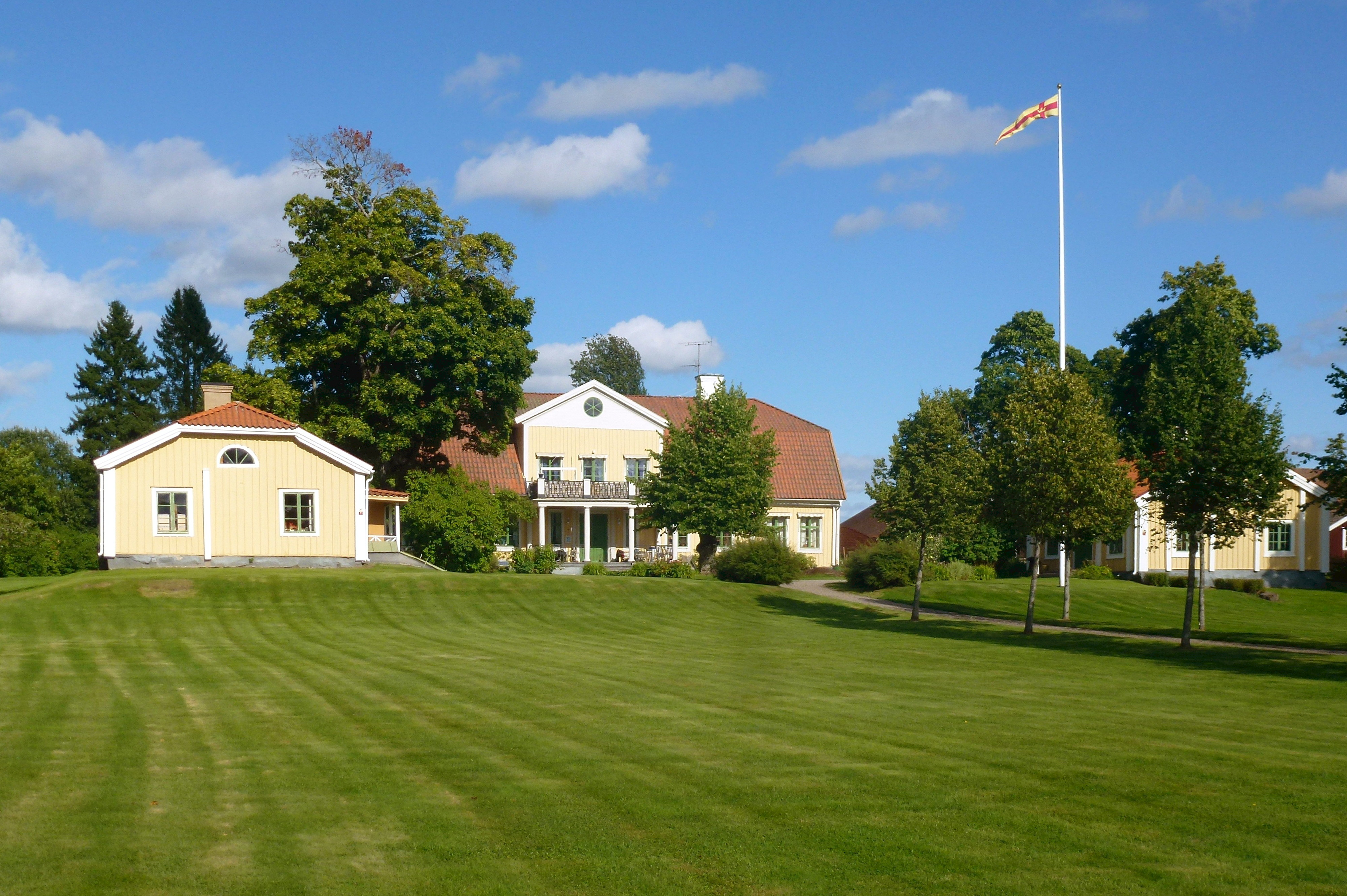
Grangärde prästgård.

Grangärde församling var en församling i Västerås stift och i Ludvika kommun i Dalarnas län. Församlingen uppgick 2010 i Gränge-Säfsnäs församling. 

## Administrativ historik
Församlingen bildades på 1300-talet under namnet Gränge församling. 1652 utbröts Ludvika församling. 1892 bildades inom församlingen Grängesberg-Hörkens kapellag. 29 juli 1904 utbröts Grängesbergs församling.
Församlingen utgjorde till 1652 ett eget pastorat för att därefter till 1 maj 1863 vara moderförsamling i ett pastorat med Ludvika församling. Från 1 maj 1863 till 1904 utgjorde församlingen ett eget pastorat. Från 1904 till 1975 var församlingen moderförsamling i pastoratet Grangärde och Grängesberg som från 1975 även omfattade Säfsnäs församling. Församlingen uppgick 2010 i Gränge-Säfsnäs församling.

## Kyrkoherdar
| Ämbetstid | Namn                        | Levnadstid | Övrigt                                      |
| --------- | --------------------------- | ---------- | ------------------------------------------- |
| 1536      | Laurentius                  |            |                                             |
| 1547      | Andreas                     |            |                                             |
|           | Nicolaus Angermannus        |            |                                             |
| 1581–1621 | Petrus Andreæ               |            |                                             |
| 1621–1622 | Johannes Matthiæ            | –1622      |                                             |
| 1622–1629 | Olaus Stephani Medelpadus   | –1629      |                                             |
| 1630–1648 | Petrus Erici Folkernius     | –1648      |                                             |
| 1648–1664 | Johannes Olai Folkernius    | 1597–1664  |                                             |
| 1665–1695 | Georgius A. Tillæus         | 1614–1695  |                                             |
| 1695–1713 | Laurentius Andreæ Fahlander | 1653–1713  |                                             |
| 1715–1716 | Georg Gezelius              |            |                                             |
| 1716–1746 | Johan Fahlander             | 1685–1746  |                                             |
| 1755–1763 | Henric Lindbohm             | 1699–1763  |                                             |
| 1765–1781 | Jacob Boethius              | 1716–1781  |                                             |
| 1783–     | Simon Nibelius              |            | Senare kyrkoherde i Stora Skedvi församling |
| 1804–1820 | Daniel Godenius             | 1752–1820  |                                             |
| 1821–1822 | Samuel Henric Sjöberg       | 1779–1822  |                                             |
| 1824–     | Olof Rosenius               |            | Senare kyrkoherde i Gagnefs församling.     |
| 1836–     | Carl Johan Söderström       | 1787–      | Kontraktsprost.                             |

### Komministrar
| Ämbetstid | Namn                        | Levnadstid | Övrigt                                       |
| --------- | --------------------------- | ---------- | -------------------------------------------- |
| 1590      | Ericus                      |            |                                              |
| 1608–1621 | Johannes Matthiæ            | –1622      | Senare kyrkoherde i församlingen.            |
| 1623–     | Stephanus Olai              |            | Senare komminister i Lindesbergs församling. |
| 1642–1665 | Georgius Andreæ Tillæus     | 1614–1695  | Senare kyrkoherde i församlingen.            |
| 1665–1675 | Claudius Israelis Nassenius | –1689      |                                              |
| 1675      | Ericus Johannis Alenius     | 1646–1675  |                                              |
| 1675–     | Johannes Widichini Schult   |            | Senare kyrkoherde i Himmeta församling       |
| 1684–1695 | Laurentius Andreæ Fahlander | 1653–1713  | Senare kyrkoherde i församlingen.            |
| 1695–1737 | Petrus Matthiæ Westenius    | 1660–1737  |                                              |
| 1738–1742 | Christiern Dicander         | 1709–1742  |                                              |
| 1743–     | Jonas Leverin               |            | Senare kyrkoherde i Tillberga församling.    |
| 1761–1764 | Johan Schulterus            | 1712–1764  |                                              |
| 1766–1798 | Daniel Arhusiander          | 1711–1798  |                                              |
| 1800–1816 | Pehr Toltonius              | 1750–1816  |                                              |
| 1819–     | Johan Berglind              | 1775–      |                                              |

## Organister
| Verksam   | Namn               | Levnadstid |
| --------- | ------------------ | ---------- |
| 1955–1964 | Nils Torolf Mohlin | 1908–      |

## Befolkningsutveckling
| Befolkningsutvecklingen i Grangärde församling 1900–1990      | Befolkningsutvecklingen i Grangärde församling 1900–1990 | Befolkningsutvecklingen i Grangärde församling 1900–1990 | Befolkningsutvecklingen i Grangärde församling 1900–1990 | Befolkningsutvecklingen i Grangärde församling 1900–1990 |
| ------------------------------------------------------------- | -------------------------------------------------------- | -------------------------------------------------------- | -------------------------------------------------------- | -------------------------------------------------------- |
|                                                               |                                                          |                                                          |                                                          |                                                          |
| År                                                            |                                                          |                                                          | Folkmängd                                                |                                                          |
| 1900                                                          | 1900                                                     |                                                          | 7 116                                                    |                                                          |
| 1910                                                          | 1910                                                     |                                                          | 6 743                                                    |                                                          |
| 1920                                                          | 1920                                                     |                                                          | 6 852                                                    |                                                          |
| 1930                                                          | 1930                                                     |                                                          | 5 984                                                    |                                                          |
| 1940                                                          | 1940                                                     |                                                          | 5 576                                                    |                                                          |
| 1950                                                          | 1950                                                     |                                                          | 5 340                                                    |                                                          |
| 1960                                                          | 1960                                                     |                                                          | 4 973                                                    |                                                          |
| 1970                                                          | 1970                                                     |                                                          | 4 014                                                    |                                                          |
| 1980                                                          | 1980                                                     |                                                          | 4 350                                                    |                                                          |
| 1990                                                          | 1990                                                     |                                                          | 4 226                                                    |                                                          |
| Anm: Källor: Demografiska databasen, CEDAR, Umeå universitet. |                                                          |                                                          |                                                          |                                                          |

## Kyrkobyggnader
- Grangärde kyrka
- Saxdalens kapell